# Via d'Azeglio
Via Massimo d'Azeglio è una via del centro storico di Bologna, che collega Piazza Maggiore a Porta San Mamolo. La via è dedicata al marchese Massimo d'Azeglio, politico, patriota e pittore italiano.

## Storia
La collocazione della strada, adiacente a piazza Maggiore, la ha resa da sempre parte della vita sociale, economica e politica della città. Il tratto di strada da Porta San Mamolo a via Farini storicamente, sin dal Medioevo, aveva il nome di via San Mamolo, mentre il tratto restante, corrispondente a quello attualmente pedonalizzato, era detto via dicta Platea Major (o semplicemente Platea Major). Il 24 gennaio 1866 il Consiglio Comunale approvò la proposta di intitolare la strada al marchese Massimo Taparelli d'Azeglio, genero di Alessandro Manzoni e commissario per le Romagne.
Su questa strada si affacciano parecchi dei palazzi storici del centro di Bologna, tra questi Palazzo Bevilacqua, Palazzo Marsigli, l'Ex Ospedale degli Innocenti, Ex Convento di San Procolo ed altri. La strada è diventata centro dello shopping, principalmente nel tratto più vicino a Piazza Maggiore, accessibile solo ai pedoni. Via d'Azeglio è anche nota perché in questa strada ha abitato per parecchi anni il cantante Lucio Dalla, ed è qui, nella sua residenza, che ha sede la Fondazione a lui intitolata.